# Christoph Förster
Christoph Förster (1693 - 1745) was een componist uit Thuringen en een tijdgenoot van Bach, Händel en Telemann. Als dirigent werkte hij in Sondershausen en later in Rudolstadt. Naast kerkmuziek schreef hij suites, concertos en kamermuziek.
Förster is vooral bekend om zijn hoornconcert.
- Bibsys: 90376262
- Bibliothèque nationale de France: cb138940494 (data)
- CiNii: DA17423439
- Gemeinsame Normdatei: 123761964
- International Standard Name Identifier: 0000 0001 1051 6463
- Library of Congress Control Number: n81120331
- MusicBrainz: 43af10e6-32bd-4aba-afcd-dafe0d243482
- Nationale Bibliotheek van Tsjechië: xx0014119
- Nationale Bibliotheek van Israël: 987007453896005171
- Nationale Bibliotheek van Polen: a0000002113907
- Nederlandse Thesaurus van Auteursnamen: 096423773
- Réseau des bibliothèques de Suisse occidentale: 02-A012462499
- SNAC: w6np2vwc
- Système universitaire de documentation: 080007236
- Virtual International Authority File: 32183146
- WorldCat: E39PBJpyjykpWBrhg8JXRBhyh3